# Adriana Chechik
Adriana Chechik (ur. 4 listopada 1991 w Downingtown) – amerykańska aktorka pornograficzna. 
Jej pseudonim artystyczny pochodzi od nazwiska reżysera horroru Davida Chechika. W 2018 znalazła się na osiemnastym miejscu, a w 2019 zdołała wejść do pierwszej dziesiątki rankingu z dziesięcioma najbardziej popularnymi gwiazdami porno portalu Pornhub. W czwartym kwartale 2022 trafiła pierwsze miejsce listy najlepszych gwiazd porno AEBN (Adult Entertainment Broadcast Network).

## Życiorys

### Wczesne lata
Urodziła się w Downingtown w stanie Pensylwania. Jej rodzina była pochodzenia angielskiego, rosyjskiego i serbskiego. Wychowywała się w rodzinie zastępczej. Zdobyła General Educational Development na Drexel University na wydziale chemii i biochemii.

### Kariera
W wieku 18 lat pracowała krótko w Scarlett’s Cabaret w Hallandale Beach w Filadelfii jako striptizerka, gdy w 2013 jej kolega – tancerz z klubu w Miami zachęcił ją do pracy w przemyśle dla dorosłych. 
W maju 2013 podpisała roczny kontrakt z Erotique Entertainment. W ciągu czterech lat wystąpiła w ponad 200 produkcjach, w tym w parodiach porno: Grease XXX: A Parody (2013) jako Cha Cha, Anchorwoman: A XXX Parody (2015), Magic Mike XXXL: A Hardcore Parody (2015) czy Star Wars: The Last Temptation (2017), a także Incestuous (Digital Sin Tabu Tales), Oil Overload 10 (Jules Jordan Video), Anal Freaks (Elegant Angel Productions), The Exhibitionist (Sweet Sinner/Mile High) i Road Queen 26 (Girlfriends Films).
Po raz pierwszy brała udział w scenie gang bangu i podwójnej penetracji w produkcji Digital Sin This Is My First... A Gangbang Movie, która została wydana 7 listopada 2013, a w Gangbang Me (2014) była jej pierwszą potrójną sceną seksu analnego. 5 września 2014 uruchomiła własną witrynę internetową AdrianaChechik.com w sieci Cherry Pimps. 
W latach 2013–2014 pracowała dla Kink.com w scenach sadomasochistycznych, takimi jak uległość, głębokie gardło, rimming, kobieca ejakulacja, fisting analny i pochwowy, pegging, wytrysk na twarz, plucie i bicie. Były to serie Device Bondage, Fucking Machines, Sex and Submission, Hogtied, Public Disgrace czy Training Of O z Jamesem Deenem, Barrym Scottem, Mickeyem Modem, Owenem Grayem i Francescą Le. 15 stycznia 2015 w Los Angeles wzięła udział w serii Casting X Pierre’a Woodmana. W 2019 wystąpiła w filmie Marca Dorcela Jedna noc w Paryżu (Une nuit à Paris).

### Kariera streamera i kontuzja na TwitchConie
12 sierpnia 2014 gościła w programie The Howard Stern Show. We wrześniu 2014 w magazynie „Cosmopolitan” ukazał się artykuł Sexy/Skanky z jej udziałem, a w lipcu 2017 w „GQ”.
We wrześniu 2022 ogłosiła, że kończy swoją karierę w przemyśle pornograficznym, aby zająć się coachingem i streamowaniem gier na platformie Twitch.
W październiku 2022 podczas konwentu TwichCon w wyniku skoku do basenu wypełnionego niedostateczną ilością amortyzujących pianek doznała złamania kręgosłupa w dwóch miejscach.

## Nagrody
| Rok  | Nagroda                 | Kategoria                                                                          | Film                                              | Inni wykonawcy                                                            |
| ---- | ----------------------- | ---------------------------------------------------------------------------------- | ------------------------------------------------- | ------------------------------------------------------------------------- |
| 2015 | NightMoves Award        | Najlepsze ciało (wybór redaktora)                                                  | –                                                 | –                                                                         |
| 2015 | XBIZ Award              | Najlepsza scena seksu w filmie niepełnometrażowym                                  | Gangbang Me (2014)                                | Erik Everhard, Chris Strokes, James Deen, John Strong i Mick Blue         |
| 2015 | AVN Award               | Najlepsza scena seksu analnego                                                     | Internal Damnation 8 (2014)                       | Manuel Ferrara                                                            |
| 2015 | AVN Award               | Najlepsza skandaliczna scena seksu                                                 | Gangbang Me (2014)                                | Erik Everhard, James Deen i Mick Blue                                     |
| 2015 | XRCO Award              | Superzdzira                                                                        | –                                                 | –                                                                         |
| 2015 | XRCO Award              | Orgasmic Analist                                                                   | –                                                 | –                                                                         |
| 2016 | AVN Award               | Najlepsza scena seksu transseksualnego                                             | TS Playground 21 (2015)                           | Vixxen Goddess                                                            |
| 2016 | NightMoves Award        | Najlepsza wykonawczyni wg fanów                                                    | –                                                 | –                                                                         |
| 2017 | AVN Award               | Najbardziej skandaliczna scena seksu                                               | Only Adriana Chechik Extreme (2016)               | Holly Hendrix i Markus Dupree                                             |
| 2017 | AVN Award               | Najlepsza scena seksu oralnego                                                     | Only Adriana Chechik Extreme (2016)               | Holly Hendrix i Markus Dupree                                             |
| 2017 | AVN Award               | Wykonawczyni roku                                                                  | –                                                 | –                                                                         |
| 2018 | Fleshbot Award          | Najlepsza scena seksu analnego                                                     | Adrianna Chechik Is The Extreme Anal Queen (2017) | James Deen                                                                |
| 2018 | Nagroda portalu Pornhub | Wszystko w tym samym czasie – wykonawczyni TOP podwójnej penetracji                | –                                                 | –                                                                         |
| 2019 | XBIZ Award              | Najlepsza scena seksu                                                              | After Dark (2018)                                 | Derrick Pierce i Tori Black                                               |
| 2019 | XRCO Award              | Superzdzira                                                                        | –                                                 | –                                                                         |
| 2019 | Nagroda portalu Pornhub | Najlepsza Snapchat                                                                 | –                                                 | –                                                                         |
| 2020 | AVN Award               | Najlepsza scena seksu oralnego                                                     | Swallowed 29 (2019)                               | Alex Jones                                                                |
| 2020 | Nagroda portalu Pornhub | Wszystko w tym samym cholernym czasie: Najlepszy wykonawczyni podwójnej penetracji |                                                   |                                                                           |
| 2020 | NightMoves Awards       | Najlepsza wykonawczyni wg fanów                                                    | –                                                 | –                                                                         |
| 2021 | XBIZ Award              | Najlepsza scena seksu - film fabularny                                             | Maitland Ward, Isiah Maxwell i Sly Diggler        |                                                                           |
| 2021 | AVN Award               | Najlepsza scena gangbangu                                                          | Adriana Chechik’s Extreme Gangbang (2020)         | Eddie Jaye, Alex Jones, John Strong, Markus Dupree, Rob Piper i Scotty P. |
| 2021 | AVN Award               | Najlepsza scena seksu grupowego transpłciowych                                     | Transfixed 6: Stay Gold (2020)                    | Natalie Mars i Khloe Kay                                                  |
| 2021 | NightMoves Award        | Nagroda fanów: Najlepsza wykonawczyni                                              | –                                                 | –                                                                         |